# Noyal, Côtes-d'Armor
Noyal är en kommun i departementet Côtes-d'Armor i regionen Bretagne i nordvästra Frankrike. Kommunen ligger i kantonen Lamballe som tillhör arrondissementet Saint-Brieuc. År 2022 hade Noyal 981 invånare.

## Befolkningsutveckling
Antalet invånare i kommunen Noyal
Referens:INSEE